# Osservatorio astronomico Monte Viseggi

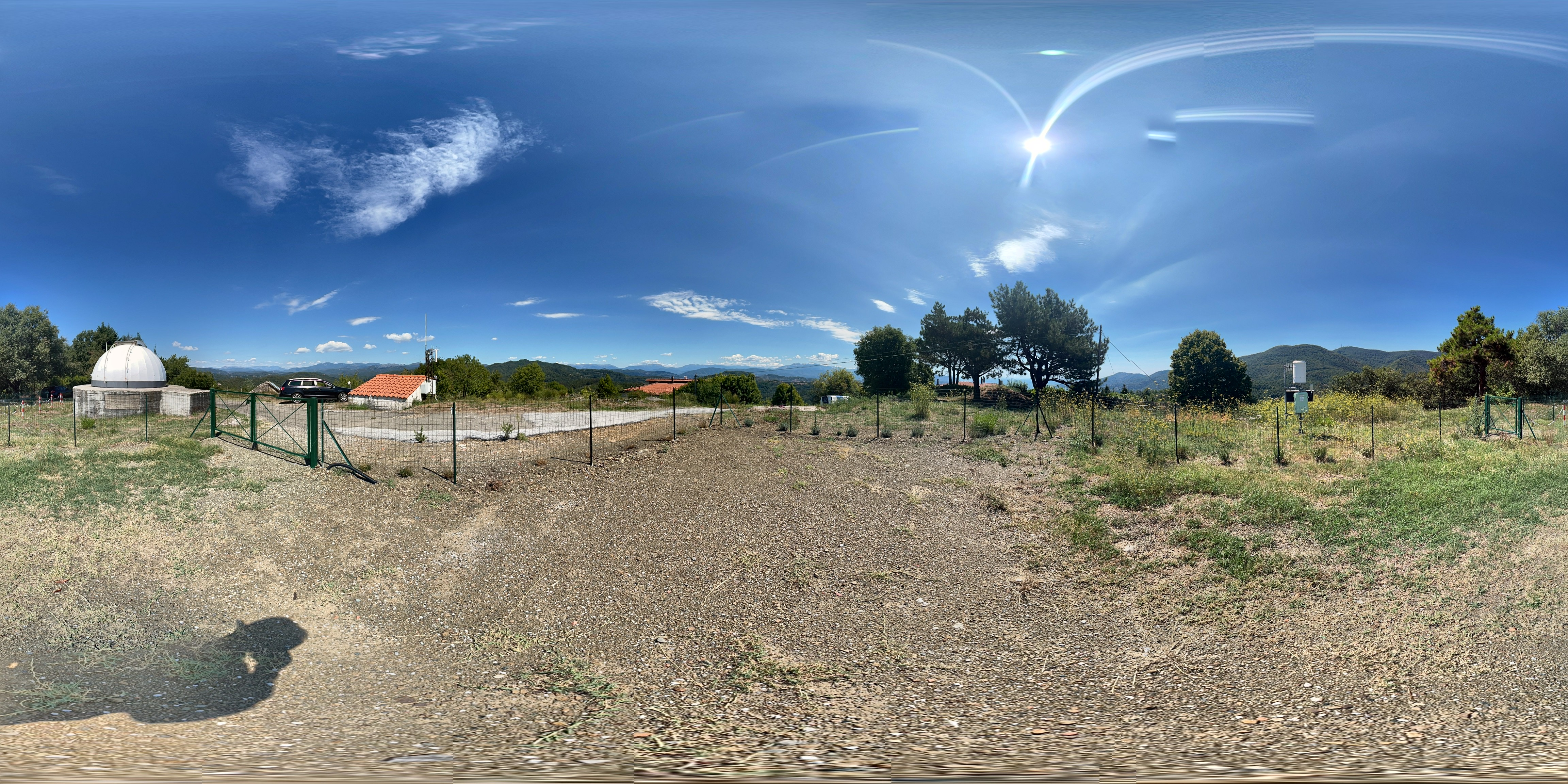
Parco Monte Viseggi

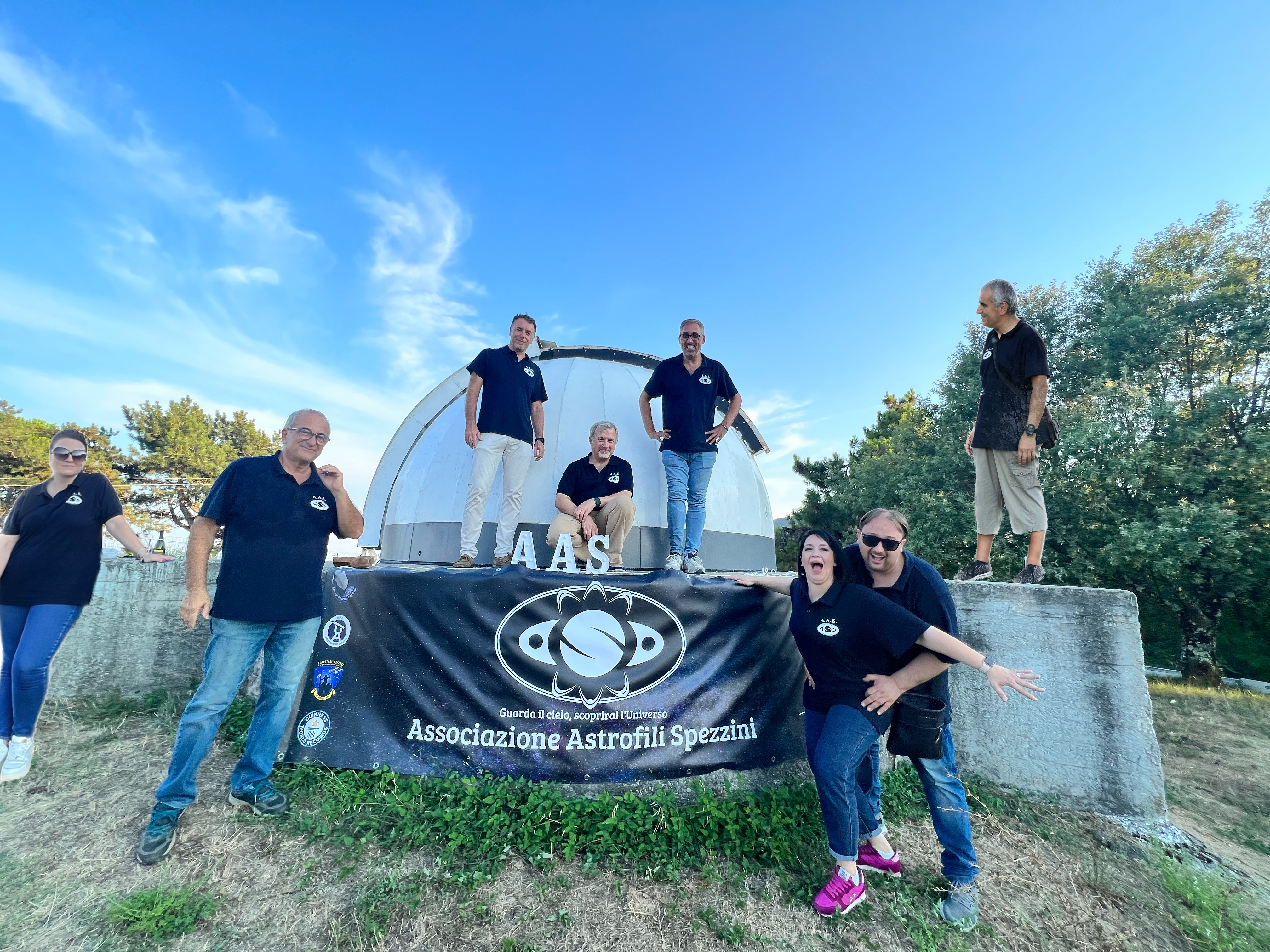
Gli Astrofili Spezzini a Viseggi dopo la vincita del bando nell'agosto 2022

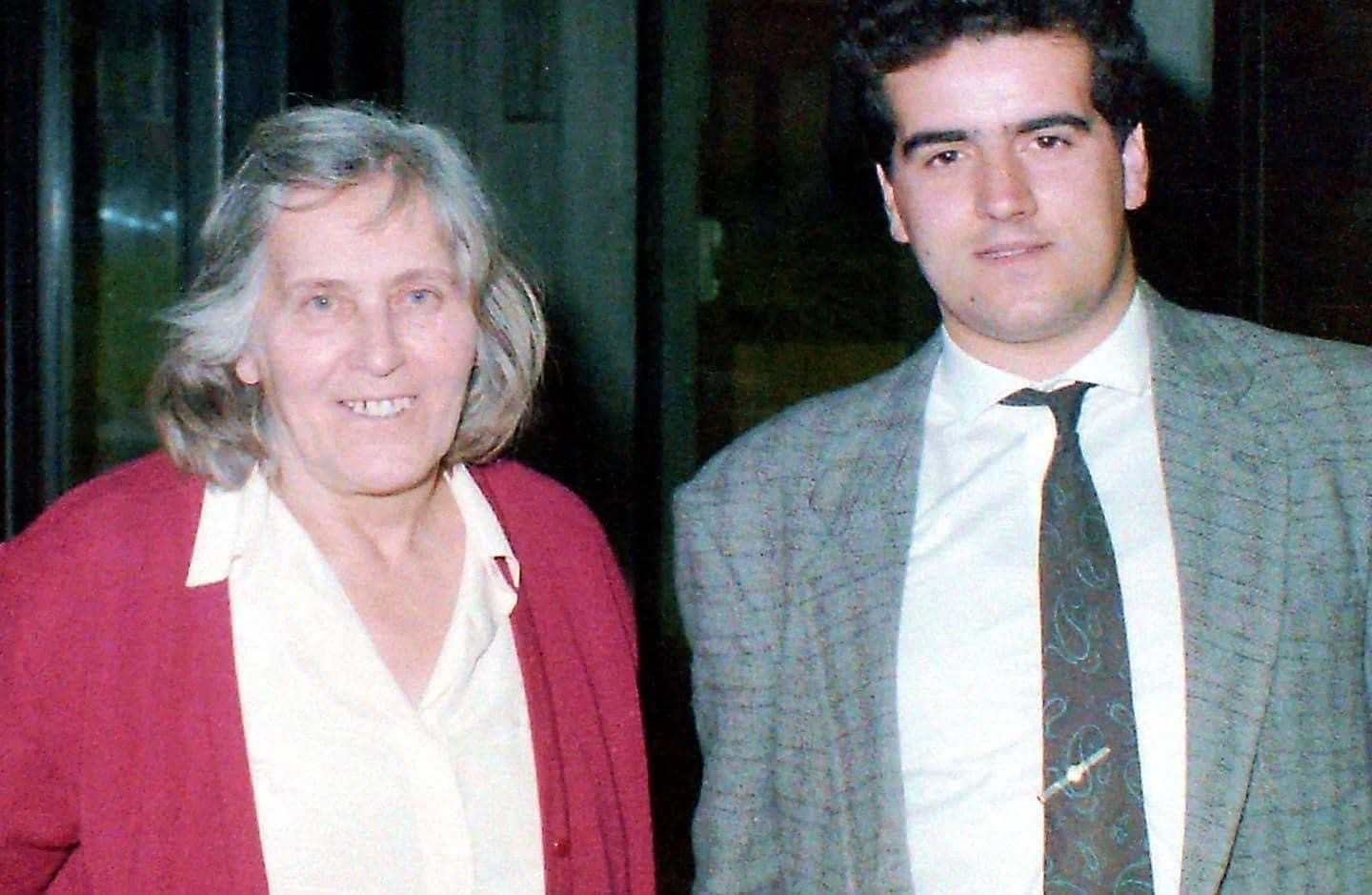
Margherita Hack con l'allora presidente AAS Roberto Cioni 14 aprile 1989

L'osservatorio astronomico "Luciano Zannoni" è un osservatorio astronomico italiano situato sull'omonimo monte che sovrasta La Spezia, alle coordinate 44°07′57″N 9°47′24″E a 347 m s.l.m. Il suo codice MPC è 126 Monte Viseggi.
L'osservatorio è stato progettato, finanziato e costruito dall'Associazione astrofili spezzini sfruttando le strutture dismesse di alcune postazioni antiaeree, costruite nel 1930 circa dalla Regia Marina
la Costruzione iniziò nel 1982 e terminò il 14 aprile 1989 quando fu inaugurato da Margherita Hack

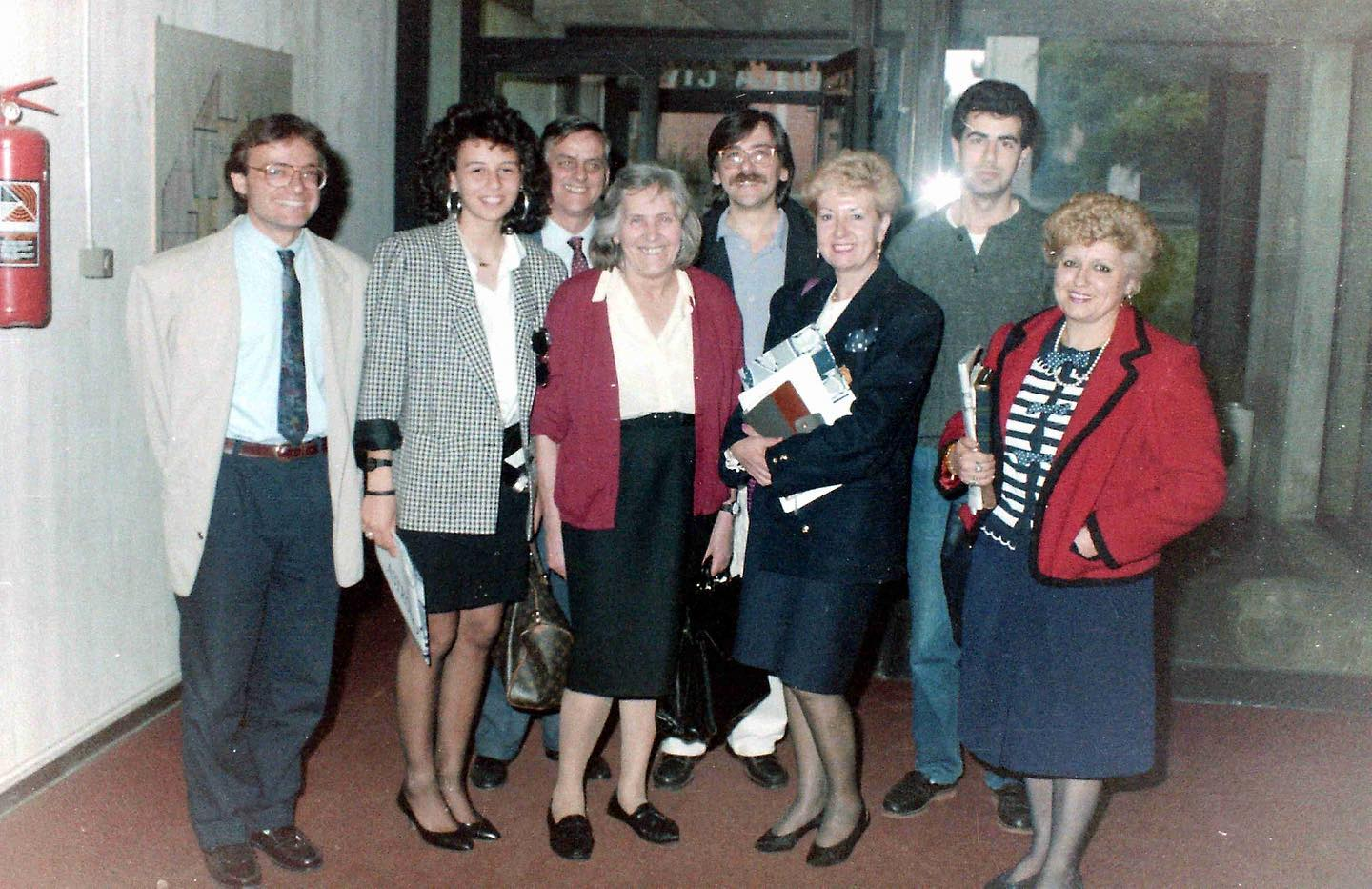
inaugurazione Osservatorio Monte Viseggi 1989 con Margherita Hack

Nel 1996 sono state apportate migliorie all'ottica dell'osservatorio per lo sviluppo della fotografia digitale e consentire lo studio degli asteroidi.
L'osservatorio è accreditato dal Minor Planet Center della scoperta di quattro asteroidi effettuate dagli astrofili spezzini tra il 1997 e il 2000.

## La Spezia e il suo osservatorio astronomico: storia di un progetto antico
Nelle mani di un socio della A.A.S. è fortunosamente pervenuta una copia del Bollettino della Sezione della Spezia dell'A.N.I.A.I., l'Associazione Nazionale degli Ingegneri e Architetti Italiani. Si tratta precisamente del fascicolo II dell'Anno I (ovvero il secondo numero in assoluto) uscito in città il 1º settembre del lontano 1925. In questa pubblicazione, per la prima volta nella storia della città della Spezia, per quanto ci è dato sapere, si parla espressamente della volontà di realizzare un osservatorio astronomico locale: "Per l'Osservatorio Astronomico della Spezia", questo il titolo dell'articolo scritto direttamente dalla penna autorevole del Du Jardin, l'allora Direttore del suddetto Bollettino.
Si tratta, con precisione, di un intervento accorato - che di seguito riproduciamo integralmente - in cui l'intera comunità cittadina degli ingegneri e architetti sollevava la questione dell'esigenza etica di rendere operativo sul Golfo un osservatorio astronomico.
Sulla carta una simile struttura invero esisteva già: l'Osservatorio Astronomico e Meteorologico della Spezia - sulla cui ubicazione non si hanno notizie - funzionava però esclusivamente come base di rilevazione dati inerenti ai fenomeni atmosferici; lo stesso numero del Bollettino riporta, infatti, un'intera pagina di rilevamenti pluviometrici per la città riferiti al mese di luglio di quell'anno.
Sfortunatamente, però, al posto della "leggera cupoletta" auspicata dal buon Du Jardin fu stabilito che venissero realizzate sulle alture della città pesanti strutture in cemento armato a protezione non di lenti astronomiche ma di potenti bocche da fuoco. Così, alla fine della guerra, La Spezia si trovò pure senza quella povera stazione meteorologica sulla quale molte speranze erano state onestamente riposte.
Ci volle qualcosa più di cinquant'anni perché il destino, per mano stavolta di un generoso gruppo di studenti profondamente motivati, riparasse al grave torto offerto alla città.
Dal 1984, infatti, la bianca cupola dell'Osservatorio Astronomico "Monte Viseggi" sorge su di una ex postazione antiaerea del 1930.
Ai giorni nostri, ove efficacia ed efficienza sono sinonimi di integrazione, è sicuramente istruttivo sottolineare che già quei bisnonni tanto auspicarono la creazione di una specola per mezzo della quale i giovani dei nostri Istituti potranno apprendere in una visita di un'ora più che non in settimane di studio sui libri, delle cose del cielo.
La A.A.S. non può non ricordare con affetto e profonda stima quegli uomini lungimiranti dell'Associazione Nazionale degli Ingegneri e Architetti Italiani del lontano 1925 ed è per essa motivo di fiera soddisfazione l'essere riuscita a concretizzare appieno le loro aspirazioni.

## La Associazione Astrofili Spezzini (A.A.S.) e il progetto Osservatorio
Nel dicembre del 1978 un gruppo di studenti appassionati di astronomia fondano l'Associazione Astrofili Spezzini (A.A.S.). Scopi del sodalizio sono, da subito, la ricerca e la divulgazione delle scienze astronomiche. Già i fondatori della A.A.S. erano profondamente convinti della necessità di realizzare una struttura che soddisfacesse entrambe le esigenze e rafforzasse, in ambito locale, l'interesse attorno ad una scienza tra le più popolari ed affascinanti. Motivati nel perseguire gli obiettivi prefissati, gli aderenti alla A.A.S. iniziarono l'avventura dell'autocostruzione e dell'autofinanziamento dell'Osservatorio Astronomico Sociale (O.A.S.) già nella primavera del 1980.
Il primo significativo risultato fu l'ottenimento della concessione di affitto di un'area di 4500 mq di ex proprietà della Marina Militare, in gestione al Comune della Spezia. Sin dai primi sopralluoghi fu palese che, sebbene non esente del tutto dall'inquinamento luminoso dovuto alla vicina città, l'area aveva alcune caratteristiche logistiche che la privilegiavano per scopi astronomici: la relativa vicinanza al centro urbano, la completa assenza di ostacoli naturali ed artificiali all'osservazione del cielo per 360 gradi e la discreta elevazione sul livello del mare (347 mt) la rendevano
adatta ad una proficua attività di ricerca e ad una assidua divulgazione scientifica. Sul terreno erano inoltre presenti alcune ex postazioni antiaeree della seconda guerra mondiale, una delle quali ben si prestava ad essere riconvertita, con costi contenuti, in un solido e sicuro edificio che poteva ospitare non solo il telescopio ma anche una sala riunioni ed una piccola biblioteca. In questa prima fase la maggior difficoltà consistette nel reperimento dei finanziamenti necessari per la ristrutturazione dell'edificio.
Dopo aver analizzato alcune possibili soluzioni e constatata la scarsa disponibilità degli enti pubblici locali, fu deciso di intraprendere la lunga e difficile strada dell'autocostruzione e dell'autofinanziamento della cupola e delle strutture murarie. Per fortuna le opere in cemento armato furono completate quasi interamente a spese di alcuni imprenditori locali, ad essi la A.A.S. rivolge un sentito ringraziamento. Per quanto riguarda la cupola, gli impianti e tutte le infrastrutture interne fu invece necessario un continuativo impegno personale di molti anni da parte solo di alcuni soci della A.A.S.
Al termine di questa seconda decisiva fase, durata circa otto anni, rimaneva ancora da risolvere l'ultimo grande problema inerente al telescopio: acquisto o autocostruzione? Dopo alcuni intensissimi mesi di consultazioni tra i soci fu deciso l'acquisto di uno strumento costruito da un collaudato artigiano italiano privilegiando così la robustezza, l'affidabilità e la durata di un prodotto che avrebbe dovuto accompagnare e sostenere l'attività osservativa per molti anni.
L'Associazione Astrofili Spezzini chiude l'attività per mancanza di fondi nel 2007, nel 2014 la struttura viene presa in carico da un'altra associazione locale IRAS che la gestisce fino al 2022.
Nel 2022 dopo un bando comunale, la struttura viene affidata alla rinnovata AAS aps che si aggiudica la conduzione per 12 anni. La struttura presa in mano a luglio 2022 si mostrava decadente, in rovina, lasciata allo stato di abbandono e con le casermette pieni di rifiuti pericolosi come dimostrano le  seguenti immagini , gli Astrofili Spezzini stanno rinnovando la struttura, il parco e la strumentazione.
Nel 2023 la specola viene intitolata a Luciano Zannoni. 

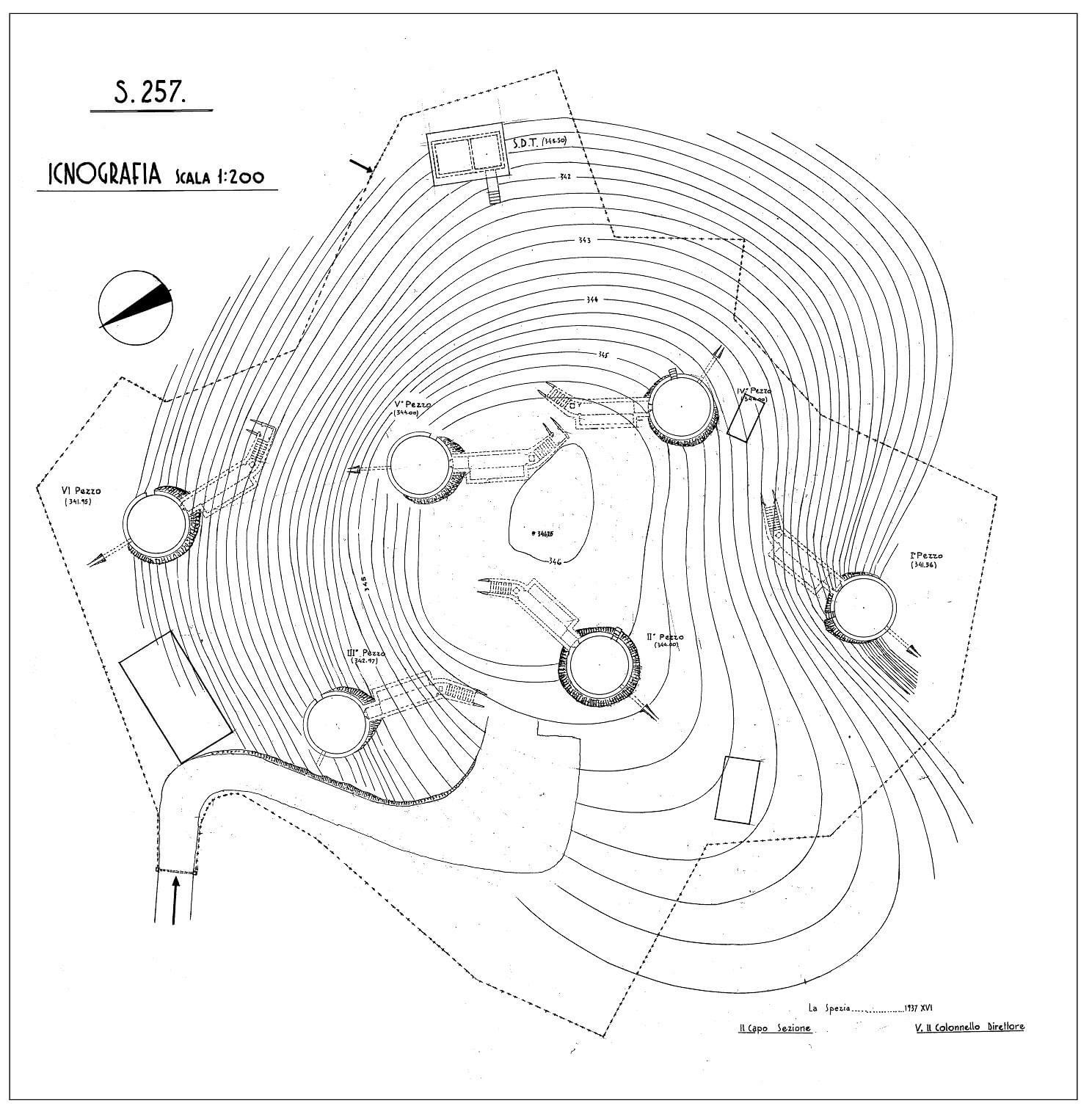
Cartina delle posizioni delle batterie antiaeree del Monte Viseggi.

## Struttura: l'edificio in muratura e la cupola
Come già accennato, fu scelta, tra le sei disponibili, la postazione meglio conservata. Sostanzialmente il manufatto era costituito da un solido basamento circolare in calcestruzzo circondato da basse mura; su di esso, all'epoca della sua realizzazione, era posizionato il cannone antiaereo.
Questo spiazzo, del diametro di circa 6 metri, comunicava, tramite una piccola finestra, con un edificio sotterraneo sempre in calcestruzzo, adibito a riservetta di munizioni, largo 2 metri e lungo 5; ad esso si accedeva tramite una scala di ingresso opposta alla piazzola dell' ex batteria.
A grandi linee la struttura dell'osservatorio era già definita anche se furono necessarie nuove opere murarie per renderla operativa.
I lavori consistettero innanzitutto nell'ampliamento della finestra tra l'edificio sotterraneo e l'esterno in modo da poter creare un comodo accesso al locale del telescopio. Lo spiazzo circolare a cielo aperto fu quindi trasformato in un ampio vano con la costruzione ex novo delle pareti e della soletta in cemento armato (progettata con un'apertura centrale di forma circolare del diametro di 4 metri).
Al centro di questo edificio, saldamente ancorato al pavimento, fu costruito un pilastro di calcestruzzo alto due metri e del diametro di un metro, adibito a sorreggere il massiccio telescopio del peso di circa una tonnellata.
Le strutture murarie furono completate con la costruzione di un piano metallico rialzato poggiante sulla soletta dell'edificio circolare e del tutto indipendente dalla colonna precedentemente descritta.
L'accessibilità a questo piano rialzato fu garantita da una scala e da una botola a scomparsa. In tal modo si ottenne una facile e sicura governabilità del telescopio (posto a più di due metri di altezza rispetto al pavimento dell'edificio) e la totale assenza di vibrazioni indotte sul telescopio dal calpestio sul piano metallico.
Parallelamente alla struttura muraria alcuni soci della A.A.S. progettarono e realizzarono la cupola metallica del diametro di 4 metri. La costruzione di questo manufatto fu resa possibile grazie alla generosa collaborazione di un artigiano locale che mise a disposizione i propri mezzi e l'esperienza pluridecennale nella lavorazione dei metalli. Il progetto è quello classico che prevede una struttura metallica portante di forma emisferica ricoperta da spicchi di lamiera zincata protetta esternamente da uno strato di vetroresina. L'apertura per il telescopio, larga un metro, è sovrastata da due robusti portelloni in scatolato metallico e lamiera che scivolano tangenzialmente su appositi binari di scorrimento.
Terminate le opere in muratura, la cupola, distante dall'osservatorio circa 10 chilometri, fu trasportata nel sito definitivo utilizzando un autotreno per trasporti eccezionali e quindi collocata su di una monorotaia circolare solidale alla soletta in cemento armato.

## Il telescopio e la strumentazione ausiliaria
Il telescopio principale in dotazione è un riflettore di tipo Cassegrain in una delle varianti oggi più utilizzate e cioè quella proposta dagli astronomi Ritchey e Cretien. Questo schema ottico permette di realizzare strumenti molto compatti anche se di lunghe focali, ed assicura una buona correzione da coma ed aberrazione sferica, anche se con un piano focale leggermente curvo e non del tutto esente da residuo astigmatismo. Il diametro è di 400 mm e la focale di 3200 mm per un rapporto di f8. L'ottica è supportata da una montatura a forcella sovradimensionata rispetto alle reali necessità essendo stata progettata per un telescopio con diametro di 50 centimetri; un esempio su tutti, per dare l'idea della solidità dello strumento, è dato dalle dimensioni dei due assi, 11 centimetri di acciaio massiccio per l'asse di AR e ben 5 centimetri per quello di declinazione con un peso totale dello strumento di circa una tonnellata. Oltre alla fotografia classica su emulsione sensibile, per altro non più utilizzata, esiste la possibilità di ottenere immagini digitali attraverso un sensore C.C.D. Kodak Kaf260e (512x512) di classe 0 installato su una D.T.A. HRES III. Tali apparecchi hanno letteralmente rivoluzionato la ricerca astronomica non professionistica offrendo anche a strumenti di medie dimensioni opportunità di indagine scientifica prima riservate esclusivamente ai grandi telescopi. La strumentazione ausiliaria per il puntamento del telescopio, l’acquisizione delle immagini digitali, l'analisi e la riduzione dei dati comprende tre personal computers con relativi software dedicati.
Attività: Ricerca astronomica
Al termine di un primo breve periodo (anni 1989-1991) che definiremmo "pionieristico", durante il quale si sperimentarono diverse tecniche fotografiche e di inseguimento, caratterizzato da scarsi risultati degni di nota e costellato da imprevisti ed alcuni malfunzionamenti ma ancora oggi ritenuto fondamentale per la padronanza delle attrezzature che tale esperienza ha permesso di accumulare, si è passati gradualmente ad una fase (anni 1990-1996), nella quale pur non raggiungendo l'optimum di utilizzo e di rendimento della struttura, furono ottenuti risultati confortanti: come interessi principali figuravano la ricerca visuale di supernovae extragalattiche e la fotografia digitale di comete, pianeti ed oggetti di profondo cielo (nebulose planetarie, ammassi aperti e galassie).
Tutte le principali comete di quegli anni quali, ad esempio, la Austin 1989 c1 e la Levy 1990c furono osservate sia visualmente che fotograficamente. A queste prime campagne di ricerca seguirono negli anni successivi quelle sulla cometa Zanotta-Brewington 1991 g1, la Mueller 1991 h1, la Shoemaker-Levy 1991 a1 osservata con sensore CCD e presentata al XXVI Congresso UAI di Forlì nel settembre 1996, la Swift-Tuttle e la Mueller 1993a, la Encke, la Borrelly, la Hyakutaky e la Hale-Bopp (dal luglio 1995 al maggio 1997).
Attualmente l’Osservatorio A.A.S. di Monte Viseggi effettua osservazioni cometarie attraverso filtri interferenziali a banda stretta centrati sull’emissione del CO2 a 514 nanometri ed invia le immagini digitali ottenute alla Sezione comete dell’Unione Astrofili Italiani.
Dai primi anni novanta la A.A.S. ha collaborato attivamente anche con la sezione di ricerca visuale di supernovae extragalattiche dell'Unione Astrofili Italiani della quale è stata responsabile negli anni 1995-1996.A testimonianza dell'impegno profuso in quel periodo vi sono interventi a congressi nazionali, articoli comparsi su riviste specializzate, la pubblicazione di un volume monografico (il primo sull’argomento pubblicato in Italia) e l’organizzazione del I campo astronomico nazionale dedicato all’osservazione delle supernovae nel 1995.Dal 1996 Monte Viseggi è attivamente impegnato nello studio degli asteroidi. L’osservatorio è infatti inserito tra i collaboratori riconosciuti del Minor Planet Center in Harvard (USA) al numero 126, circolare M.P.C n° 28103 del 25 novembre 1996.
Compito prioritario è la stima di posizione (astrometria) dei corpi minori del sistema solare (asteroidi e comete). La precisione di stima si aggira attorno ad alcuni centesimi di secondo d’arco. I dati inviati vengono regolarmente pubblicati sulle Minor Planet Circulars.
Dei 6 asteroidi scoperti dal team della AAS, tutti sono stati nominati, hanno già preso il nome di “LaSpezia”, “Palmaria”, "Pontremoli", "Viseggi" e "Remigio", "Luigisannino"
| Asteroide          | Data scoperta    | Team                             |
| 10211 La Spezia    | 6 settembre 1997 | Viseggi                          |
| 18928 Pontremoli   | 25 agosto 2000   | Viseggi                          |
| 36033 Viseggi      | 19 luglio 1999   | Viseggi                          |
| 58672 Remigio      | 28 dicembre 1997 | Viseggi                          |
| 58691 Luigisannino | 24 gennaio 1998  | Viseggi                          |
| 12575 Palmaria     | 4 settembre 1999 | Paolo Pietrapiana, Luigi Sannino |